# Roberto Tozzi
Roberto Tozzi (Roma, 17 dicembre 1958) è un ex velocista italiano specializzato nei 400 metri piani, medaglia di bronzo nella staffetta 4×400 metri ai Giochi olimpici di Mosca 1980.
Con la nazionale assoluta ha all'attivo 38 presenze negli anni 1977-1986. Oltre al bronzo olimpico nella 4×400 di Mosca 1980, vanta nel suo palmarès un titolo europeo juniores nei 400 m piani conquistato nel 1977, nonché una medaglia d'argento nella stessa specialità agli Europei indoor di Göteborg 1984.

## Carriera
Medaglia d'oro sui 400 metri ai Campionati europei juniores nel 1977 a Donec'k.
Medaglia di bronzo con la staffetta 4x400 m ai Giochi olimpici di Mosca 1980, assieme a Malinverni, Zuliani e Mennea.
Medaglia di bronzo con la staffetta 4x400 m nelle Universiadi del 1979 a Città del Messico.
Medaglia d'argento ai Campionati europei indoor 1984 di Göteborg nella gara individuale dei 400 metri.
Allenato da Aldo Gardelli e Sandro Donati.

## Palmarès

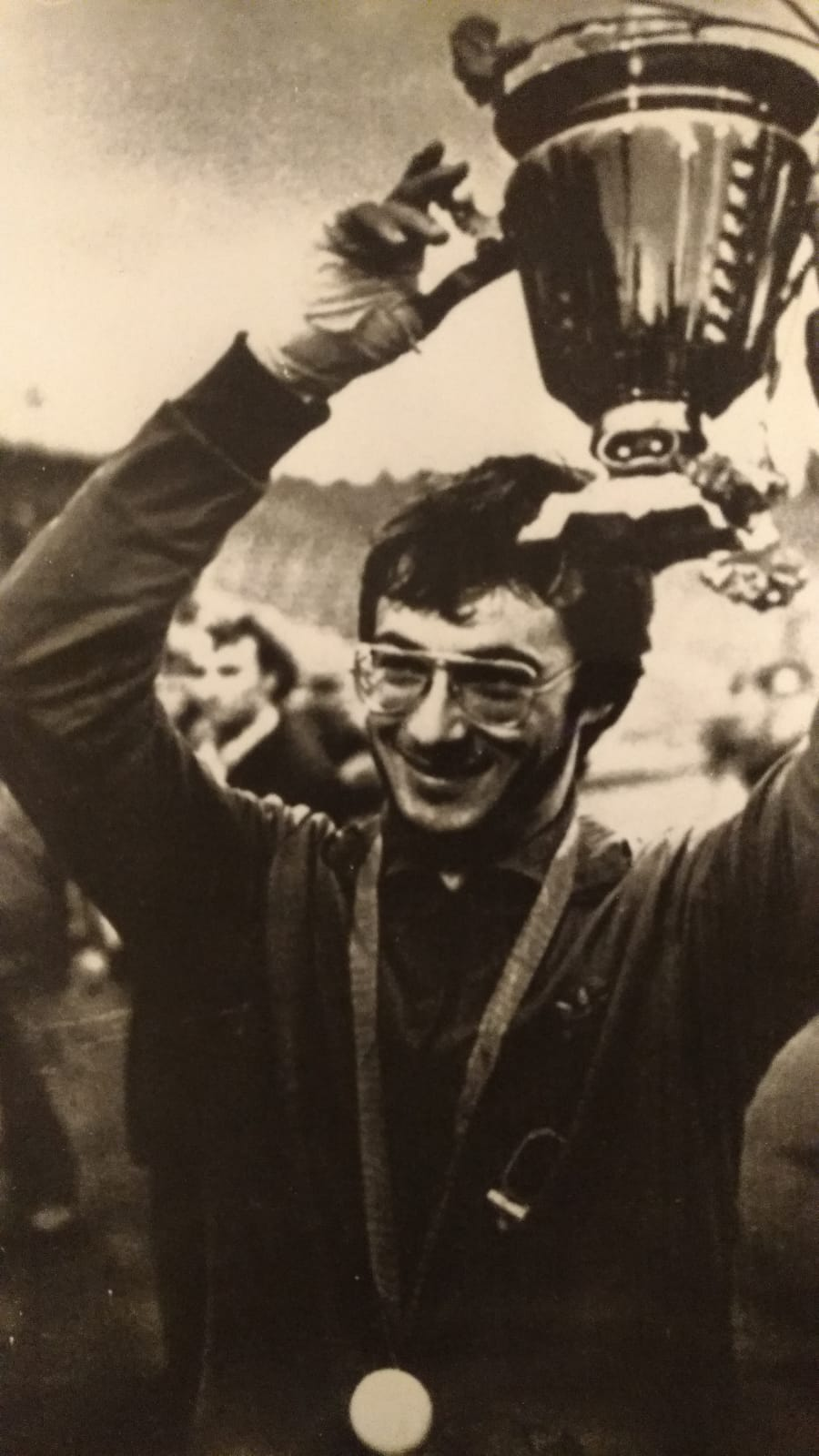
"Europei Juniores 1977"

| Anno | Manifestazione   | Sede        | Evento      | Risultato        | Prestazione | Note                          |
| ---- | ---------------- | ----------- | ----------- | ---------------- | ----------- | ----------------------------- |
| 1977 | Europei juniores | Donec'k     | 400 m piani | Oro              | 47"18       |                               |
| 1980 | Giochi olimpici  | Mosca       | 400 m piani | Quarti di finale | 46"73       |                               |
| 1980 | Giochi olimpici  | Mosca       | 4×400 m     | Bronzo           | 3'04"3      |                               |
| 1984 | Europei indoor   | Göteborg    | 400 m piani | Argento          | 47"01       |                               |
| 1984 | Giochi olimpici  | Los Angeles | 4×400 m     | 5º               | 3'01"44     |                               |
| 1985 | Europei indoor   | Il Pireo    | 400 m piani | 4º               | 46"66       | Miglior prestazione personale |